# Marketing territoriale
Per marketing territoriale o marketing del territorio si intende quel complesso di attività che hanno quale specifica finalità la definizione di progetti, programmi e strategie volte a garantire lo sviluppo di un comprensorio territoriale nel lungo periodo.

## Obiettivo
L'accentuarsi dei fenomeni di globalizzazione ha prodotto, sebbene in Italia solamente nell'ultimo periodo, lo sviluppo di una maggiore consapevolezza rispetto alla reale importanza e valenza strategica delle specificità, delle valenze e delle potenzialità locali che vengono quindi oggi interpretate quali volani dello sviluppo economico e sociale. 
Il marketing territoriale si pone quindi il preciso obiettivo di definire e guidare il rilancio e lo sviluppo dei comprensori territoriali in funzione delle specifiche caratteristiche ed esigenze producendo la più stretta simbiosi tra i potenziali clienti ed i mercati.
Rispetto alle forme più tradizionale di programmazione economica, il marketing territoriale si caratterizza per l’utilizzo sistematico dei concetti e degli strumenti del marketing finalizzati ad aumentare la competitività e la attrattività del territorio di riferimento.

## Ambito
Spesso le attività legate allo sviluppo del marketing territoriale sono state, ed ancor oggi troppo spesso lo sono, interpretate quale "semplice" azione destinata alla definizione e sviluppo delle attività di promozione confondendo appunto il marketing, quale definita attività di pianificazione e programmazione strategica, con quella di promozione.
Il marketing territoriale assume caratteristiche diverse in ragione del territorio di riferimento (città, comprensori e province, regioni, nazioni). Esso inoltre può indirizzarsi (in modo coerente) a destinatari diversi:
- turisti (territorio come destinazione turistica);
- investitori “esogeni” (nell’ambito delle cosiddette politiche di attrazione degli investimenti);
- nuovi abitanti (come nel caso delle politiche di attrazione di giovani ad alto livello di formazione, esponenti della cosiddetta “classe creativa”).

## Strategia
Le fasi che precedono la definizione di un programma strategico di marketing territoriale sono:
1. L'analisi del territorio e del suo sistema economico e sociale;
2. L'individuazione delle caratteristiche e delle potenzialità espresse ed inespresse;
3. La comprensione delle tipicità e delle valenze proprie del comprensorio;
4. L'individuazione delle variabili e dei condizionamenti territoriali;
5. L'individuazione dell'attuale potenziale specifico ed aggregato e di quello esprimibile dal territorio;
6. L'individuazione del collocamento "merceologico" del comprensorio;

La definizione del programma di marketing territoriale deve tenere conto:
1. Dei soggetti pubblici e privati presenti sul territorio e delle loro specifiche competenze ed esigenze;
2. Della necessità di produrre effetti positivi sia sul sistema economico locale che sull'intera società;
3. Dalla necessità di sviluppare politiche di aggregazione operativa e funzionale tra i diversi soggetti coinvolti o beneficiari delle attività;
4. Della necessità di sviluppare progetti e programmi capaci di generare risultati strutturali e tangibili nel breve, medio e lungo periodo;
5. Dell'impossibilità di modificare sostanzialmente le attività in corso se non in termini evolutivi;
6. Della necessità di valorizzazione, ristrutturazione, riconversione e riqualificazione di strutture o realtà non più economicamente rappresentative o non utilizzate per il loro specifico potenziale;
7. Dell'esigenza di produrre effetti economicamente rilevanti in considerazione della pluralità e peso dei soggetti coinvolti;
8. Del fattore tempo che impone scelte e decisioni in linea con l'evoluzione dei mercati.

Il concetto di marketing territoriale non deve quindi essere frainteso con una semplice attività di natura promozionale che invece dipende dalla definizione di piani strategici definiti e programmati a monte.
Altro concetto molto importante afferente al marketing territoriale, che alcune teorie propongono, è la costituzione del Marchio d'Area, definito come l'individuazione di un'area territoriale che si impegna a progettare e realizzare una rete di servizi, sia pubblici che privati, tra loro omogenei, coordinati e complementari, non sovrapponibili e non concorrenziali (esempio tipico è il marchio d'area "Salento d'Amare" che vuole valorizzare la realtà del territorio salentino).
La proliferazione di tali marchi deve prescindere da una seria e profonda modifica delle politiche di promozione e valorizzazione nazionale necessarie per la maggiore comprensione delle valenze e specificità espresse dalle singole località.
Se è vero quindi che l'MdA si riferisce ad una precisa area geografica, che si identifica in alcune caratteristiche che la rendono tipica, questa non può prescindere dalla piena comprensione di quanto il valore globale nazionale incida sulla definizione delle strategie e sui riscontri generabili dalle stesse.
In tal senso, la definizione di un MdA presuppone l'identificazione chiara delle tipicità del territorio oggetto dell'analisi e le conseguenti azioni su tale territorio attuate in base alle sue tipicità al fine di valorizzare i vantaggi competitivi territoriali tipici di tale area.